# Cáin Adomnáin
El Cáin Adomnáin (Ley de Adomnán) o también conocida como la Lex Innocentium (Ley de Inocentes) fue promulgada en una reunión de notables irlandeses, dalriadanos y pictos en Birr, Co. Offaly en el año 697. Se denominó así en honor a su instigador, Adomnán de Iona, noveno abad de Iona después de Columba. Una copia del manuscrito está depositada en la biblioteca de Birr.
Se trata de un conjunto de leyes designadas, entre otras cosas, para garantizar la seguridad e inmunidad en tiempos de guerra de personas civiles, no combatientes. 
Imponía sanciones para la matanza de mujeres, niños, clérigos, seminaristas y campesinos de las tierras del clero; para la violación, para las ofensas a la castidad de las mujeres de la nobleza.
Incluía la prohibición de alistar mujeres y niños para tomar parte en actividades guerreras. En las leyes aparece, por ejemplo, la siguiente norma:

el que mate a una mujer (...) su mano derecha y su pie izquierdo le serán cortados en vida, y luego morirá (...)

Aunque muchas de estos actos eran considerados crímenes por las leyes irlandesas, las penas eran pequeñas. La iniciativa de Adomnán parece ser la primera tentativa sistemática de disminuir el salvajismo de la guerra entre cristianos. 
No se conoce el grado de eficacia del código, ya que no se conserva ningún proceso referente a él. 